# 스콜
스콜(squall, 문화어: 스코르)은 갑자기 서늘한 바람이 불기 시작하여 몇 분 동안 지속된 후 단시간 내에 퍼붓는 늦은 오후의 소나기 현상을 이르는 말이다. 1962년 세계기상기구는 스콜의 기상학적 정의를 풍속의 증가가 매초 8미터 이상, 풍속이 매초 11미터 이상에 달하고 적어도 1분 이상 그 상태가 계속되는 경우’라고 하였다. 축약하여 SQ로 표시한다.

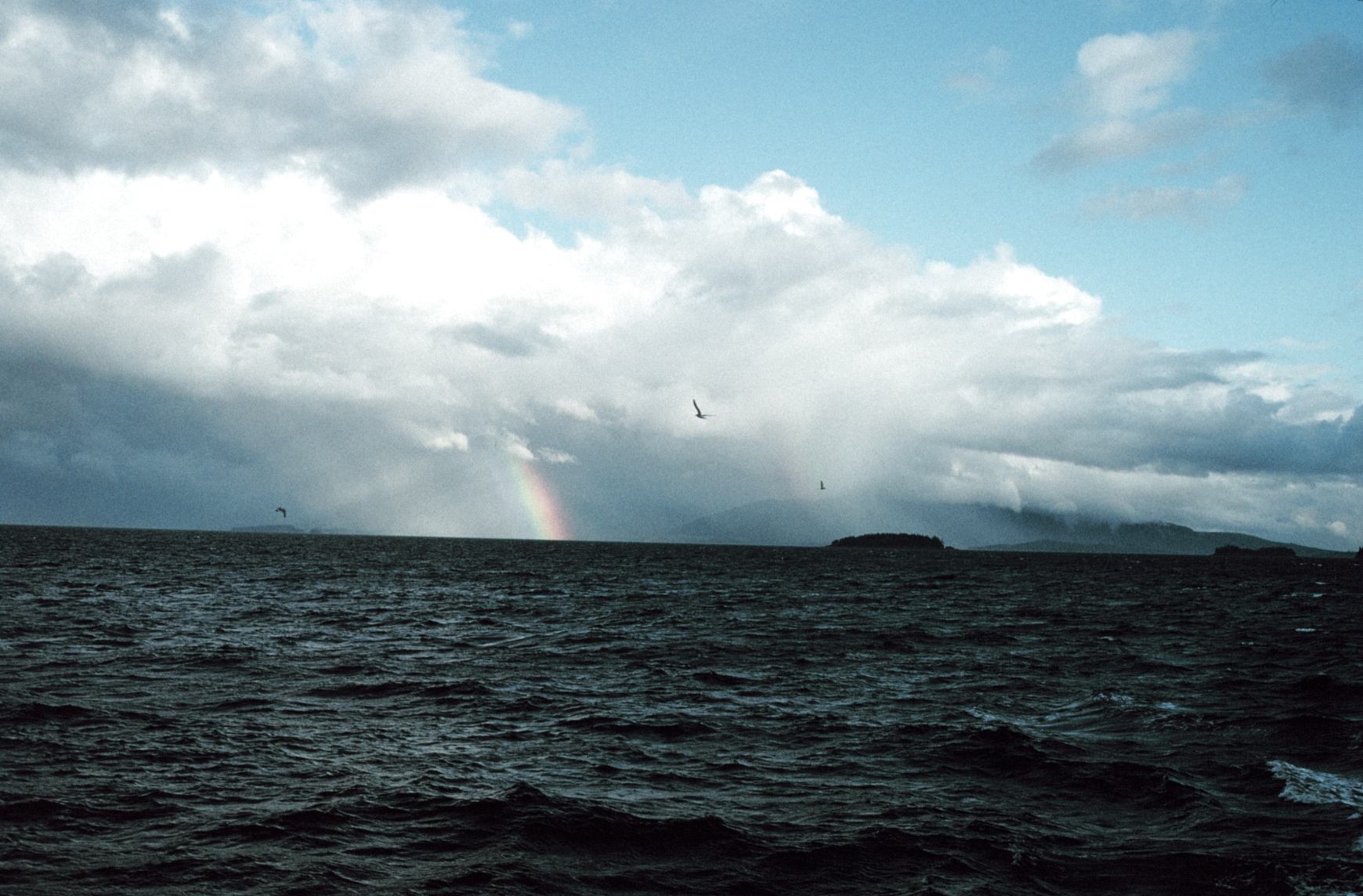
스콜 후의 무지개